# Desa Pasanggrahan (administrativ by i Indonesien, Jawa Barat, lat -6,29, long 106,43)
Desa Pasanggrahan är en administrativ by i Indonesien.   Den ligger i provinsen Jawa Barat, i den västra delen av landet, 50 km väster om huvudstaden Jakarta.